# Taxi Dance Hall
Taxi Dance Halls waren Ballsäle, die in den 1920er und 1930er Jahren in den USA florierten und in denen Frauen gegen eine Gebühr mit überwiegend männlichen Kunden tanzten. Der Betreiber der Tanzhalle stellte Tanzboden und Orchester zur Verfügung. Der meist männliche Kunde (patron genannt) erwarb ein Ticket (ticket-a-dance, meist in Höhe von 10 Cent) für eine Tänzerin (taxi dancer), welches für einen Tanz galt. Die Tänzerin bekam einen Anteil (etwa die Hälfte) und wurde somit nach Anzahl der Tänze bezahlt.
Sie haben ihren Ursprung in San Francisco 1913 nach der Schließung der wilderen Barbary Coast Dance Halls, das heißt nach dem Verbot von Tanzveranstaltungen in Lokalen, in denen Alkohol ausgeschenkt wurde. Die neuen Tanzhallen wurden als closed dance hall bezeichnet, erregten aber ebenfalls den Unwillen einflussreicher Bürger und wurden 1921 in San Francisco geschlossen (das Gesetz wurde erst 1999 aufgehoben). In anderen Teilen der USA übernahmen aber um ihre wirtschaftliche Existenz kämpfende Tanzschulen das taxi dance system. Auch in Chicago florierten sie zunächst als Erweiterungen von Tanzschulen, was aber bald aufgegeben wurde.

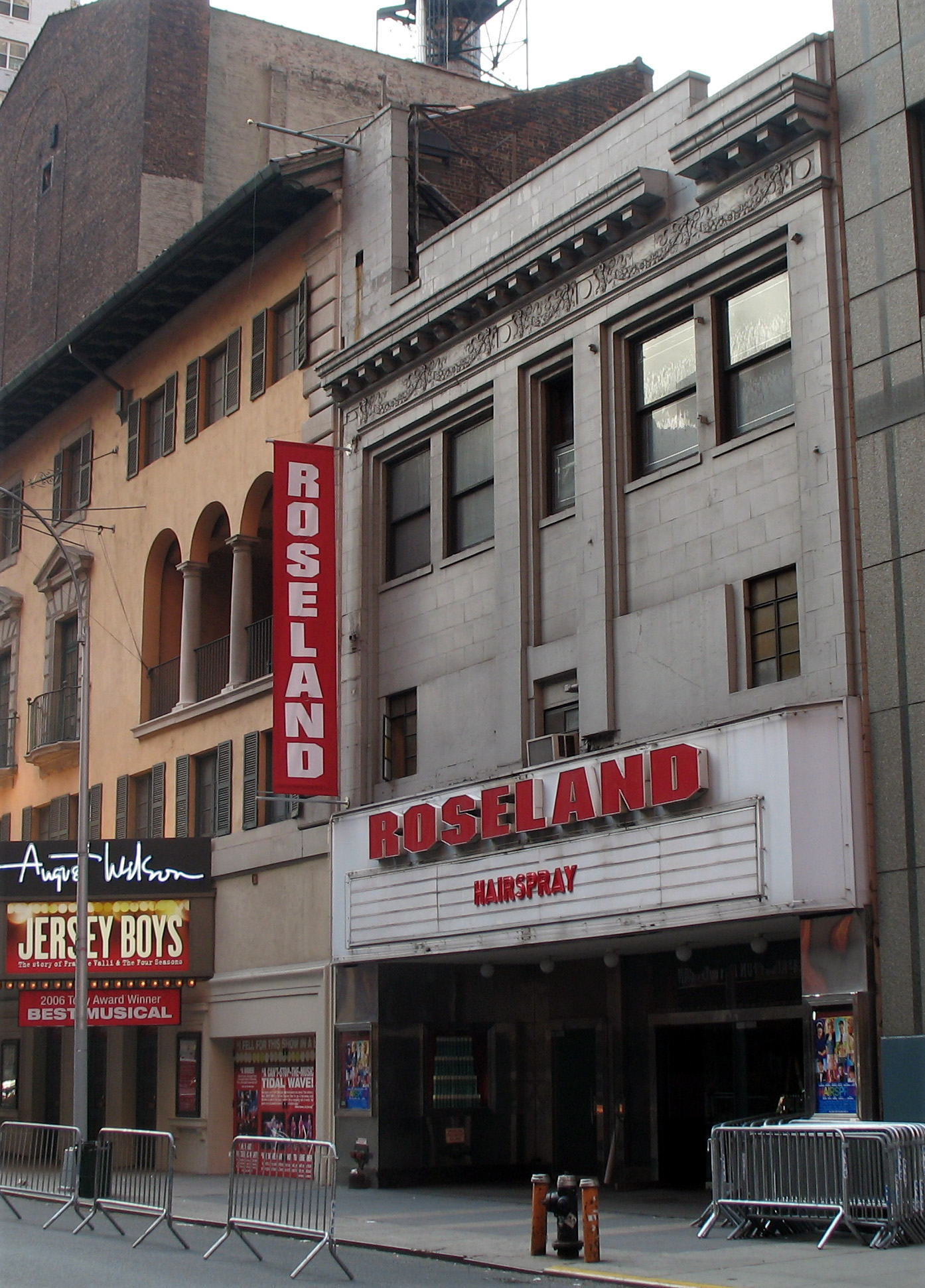
Das Roseland Ballroom in New York City

Teilweise, aber nicht zwangsweise, gab es einen Übergang zur Prostitution und in den Rotlicht-Bereich. Prostitution war offiziell vielfach (zum Beispiel in New York) verboten. In soziologischer Perspektive ermöglichten die Taxi Dance Halls es auch einfachen Bürgern, die nicht der Oberklasse angehörten, an Tanzveranstaltungen, ähnlich den Bällen der Oberklasse, teilzunehmen. Für die Tänzerinnen war es eine Möglichkeit, mehr Geld zu verdienen, als ihnen sonst damals möglich war. 1931 gab es allein in New York City rund 100 Taxi Dance Halls, die wöchentlich rund 50.000 Kunden hatten. Ein Beispiel war der berühmte Roseland Ballroom in New York, der anfangs (1919) nur weißer Klientel offenstand, sich später aber auch anderem Publikum öffnete. Der Roseland Ballroom lag im Broadway-Theater-Distrikt und war ein Mekka des Jazz, in dem die berühmtesten Jazzbands und Jazzmusiker spielten wie Fletcher Henderson und Count Basie. Schwarze waren als Kunden in Taxi Dance Halls aber häufig ausgeschlossen.
U.a. aufgrund von Bürgerprotesten (wie etwa in San Francisco) ging die Anzahl der Taxi Dance Halls bis zum Zweiten Weltkrieg stark zurück, und 1952 gab es nur noch eine in New York City. Die Tradition starb aber in den USA nicht völlig aus.
Auch Charlie Parker hatte seinen ersten Musiker-Job in New York 1939 in einer Taxi Dance Hall (dem Parisien, nicht weit vom Roseland Ballroom, aber von weit geringerer Klasse). Die Kunden durften auch die Musik bestimmen, die exakt eine Minute gespielt wurde, dann war das nächste Ticket dran.
1932 erschien eine soziologische Studie über Taxi Dance Halls in Chicago von Paul Cressey, die als klassische Studie aus der Chicago-Schule der Stadtsoziologie gilt. Cressey sammelte auch den damals üblichen Slang. Beispielsweise war nickel-hopper ein Spitzname für die Tänzerinnen aufgrund der 5 Cent (nickel), die sie meist pro Tanz verdienten. Eine neue Tänzerin wurde als punk bezeichnet, leichte Kundschaft als fruit oder fish, ausnutzen der Kunden oder umgekehrt als playing, gemischtrassige Etablissements als black and tan, Beamte (Besucher in offizieller Funktion) als professionals, Hehler-Ware als hot stuff, Verhältnisse mit Kunden als buying the groceries oder paying the rent, Burlesque-Shows als monkey shows (auch opera) und Kunden als monkey chaser.
Cressey beschrieb den Eindruck eines Besuchers beim ersten Besuch einer Taxi Dance Hall: Ich hatte eigentlich alles Mögliche erwartet, war aber dennoch überrascht. Es war die gemischtrassigste Gesellschaft die ich je sah: Filipinos, Chinesen, Mexikaner, polnische Emigranten, Arbeiter und High School Schüler. Verstörender war der zynische Blick der Männer auf die Frauen und die direkte Art, wie sie sich den Frauen am Beginn des Tanzes näherten. Die Mädchen selbst waren jung, stark geschminkt und sprachen wenig – und wenn sie sprachen benutzten sie eigenartige Ausdrücke wie black and tans, Joe's place, pinoys, nigger lovers und andere Ausdrücke, die mir unbekannt waren. Mein Versuch mit mehreren der Mädchen in Kontakt zu kommen stieß auf Gleichgültigkeit, während sie sich gleichzeitig sehr angeregt mit wenigen Männern und verschiedenen Mädchen vor Ort unterhielten. Jedem anderen gegenüber schienen sie höflich, kokett aber gleichzeitig auch ziemlich gleichgültig. Ich verließ den Ort unter dem Eindruck, dass mir erlaubt wurde zu beobachten, aber nicht teilzunehmen am wirklichen Leben an diesem Ort.
Es gab in Chicago zum Beispiel viele amerikanische Filipinos (flips oder pinoy, wie sie sich selbst bezeichneten, Weiße bezeichneten sie als puti), die die Taxi Dance Halls als Schulen (escuelas) und die Tänzerinnen als Schülerinnen (colegiate) oder in Tagalog als Bata ("Baby") bezeichneten. Im Slang der weißen West-Side von Chicago waren sie nigger und Tänzerinnen, die sich mit ihnen einließen, nigger lover (ein anderer Ausdruck für solche Tänzerinnen im internen Slang der Taxi Dance Halls war on the ebony). Afroamerikanisch geprägte Cabarets wurden als Africa bezeichnet, mit deutlicheren Anspielungen auf Prostitution (playing Africa, Beschäftigung in solchen Etablissements staying in Africa).